# شچورکووو
شچورکووو (به لهستانی:  Szczurkowo) یک منطقهٔ مسکونی در لهستان است که در گمینا سنپوپول واقع شده‌است.